# Body Rock
Body Rock是日本女子音樂組合「Prizmmy☆」第5首單曲，2012年11月21日由avex entertainment發行。

## 概要
本曲為《星光少女 美夢成真》第3首片尾曲。

## 收錄曲目
1. Body Rock
作詞：NOBE；作曲、編曲：Michitomo
電視動畫“星光少女 美夢成真”第3首片尾曲。
2. Best Friend
歌詞：NOBE；作曲、編曲：michitomo
3. Body Rock（inst.）
4. Best Friend（inst.）

## 出處
1. ↑  .   [2013-07-12]. （原始内容存档于2019-02-15）.

## 外部連結
- （日語）Prizmmy☆ OFFICIAL WEB SITE（页面存档备份，存于）
- （日語）在Amazon網站對Body Rock的介紹（页面存档备份，存于）
- （日語）Body Rock在AVEX的官方介紹
- 在Youtube《Body Rock》官方影片（页面存档备份，存于）